# Postleitzahl (Österreich)

Karte der Postleitzahlregionen in Österreich

In Österreich sind die Postleitzahlen vierstellig numerisch und in der Anschrift stets ungekürzt anzugeben. Sie wurden am 1. Jänner 1966 von der Generaldirektion für die Post- und Telegraphenverwaltung eingeführt. Jede Postleitzahl kennzeichnet ein Postamt. Die Aussage der Postleitzahl weist also über den Postort hinaus ein bestimmtes Annahme-, Abhol- oder Zustell-Postamt aus. Damit wurde es zur Regel, dass für eine Stadt mit mehreren Postämtern auch mehrere Postleitzahlen gelten.
Für eine detaillierte Online-Suche nach Postleitzahlen und den dazugehörigen Ortschaften mit deren „Bestimmungsorten“ stehen aktuelle Listen aller Postleitzahlen (inkl. Postfach- und Sondernummern) bzw. aller Ortschaften (inkl. PLZ und Bestimmungsort) als Excel-Tabelle zum kostenlosen Download bereit.

## Vorgeschichte

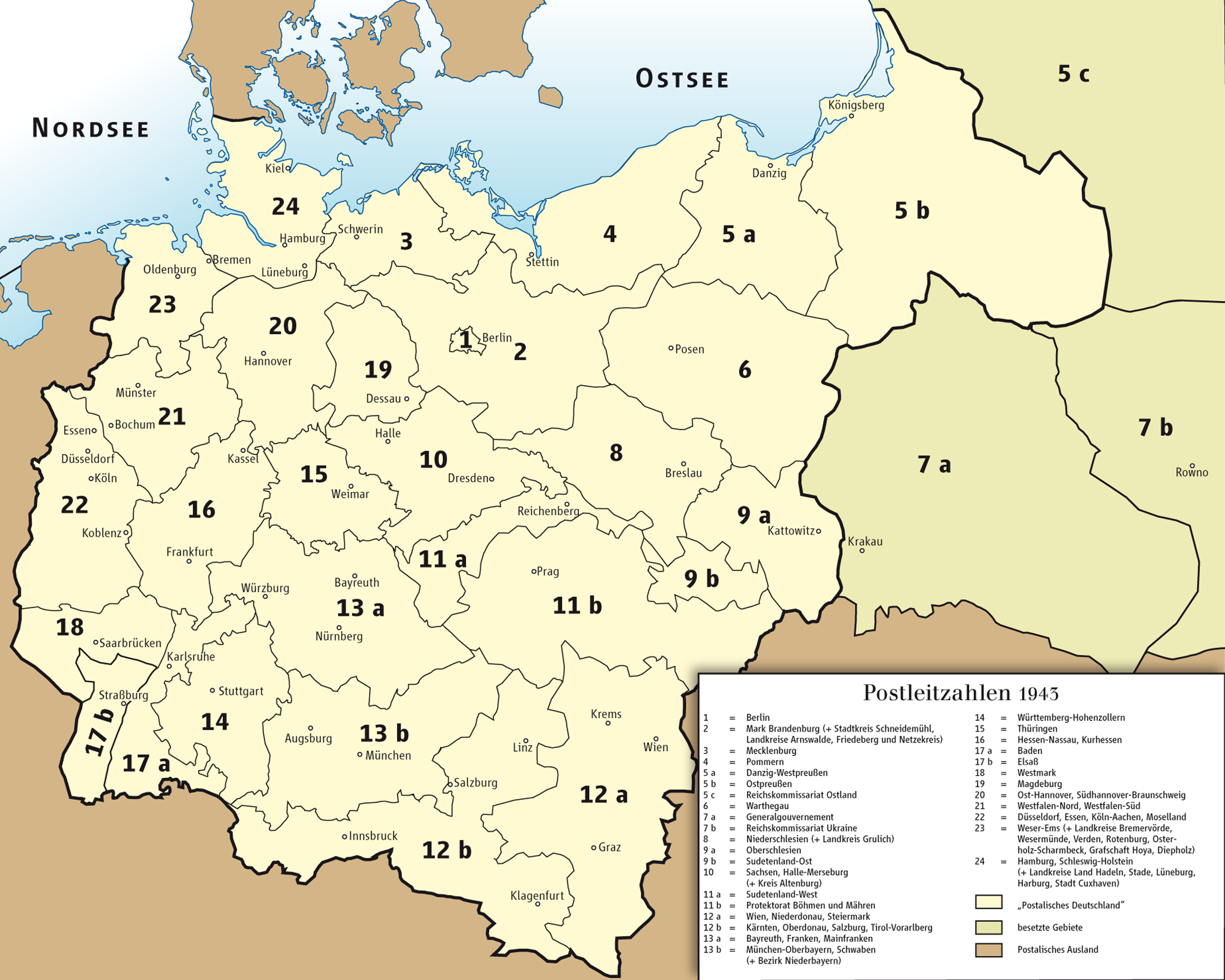
Deutsche Postleitzahlenkarte, Stand 1943

Bereits ab 1941 gab es die reichsdeutsche Postleitzahl 12a und 12b für das 1938 angeschlossene Österreich.
| Nummer des Leitgebiets | Postleitgebiet                  | umfasste die Reichsgaue                        |
| ---------------------- | ------------------------------- | ---------------------------------------------- |
| 12a                    | Alpen- und Donau-Reichsgau Ost  | Wien, Niederdonau, Steiermark                  |
| 12b                    | Alpen- und Donau-Reichsgau West | Kärnten, Oberdonau, Salzburg, Tirol-Vorarlberg |

## Systematik

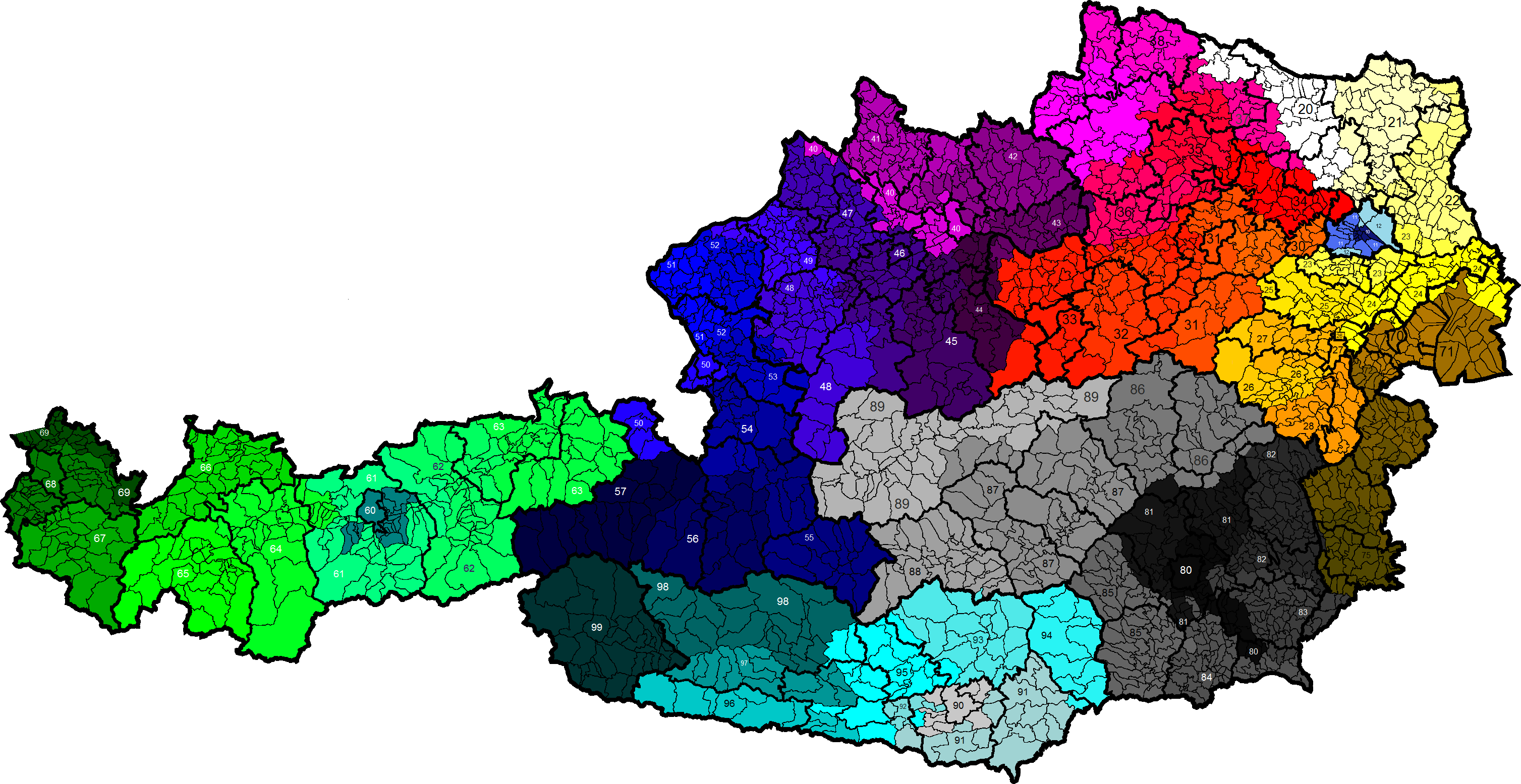
Detaillierte Karte der Postleitzahlregionen

### Gliederung

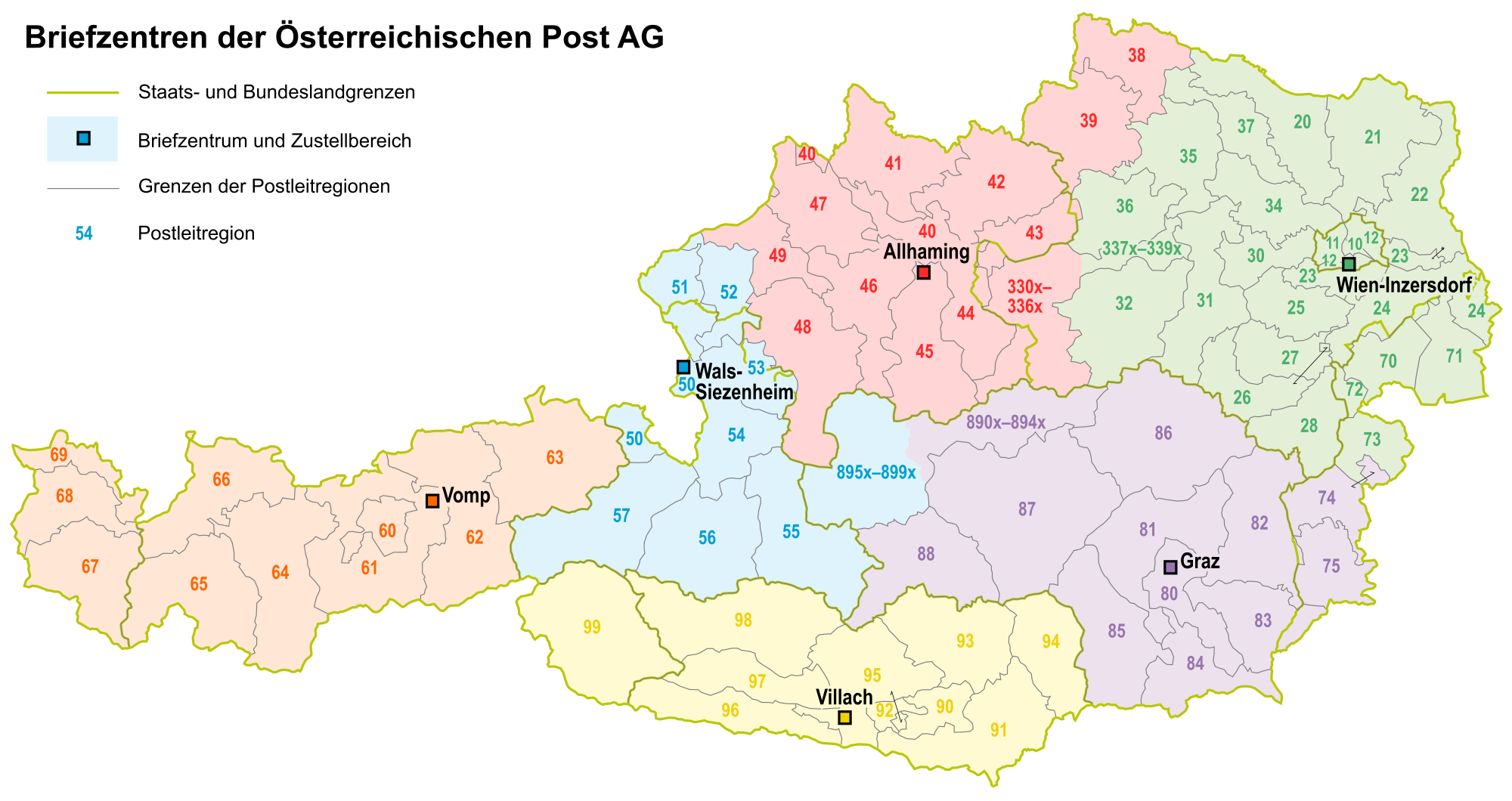
Karte der Briefzentren der Österreichischen Post

- Die erste Stelle der Postleitzahl gibt die Leitzone, also die entsprechende Region, an.
  - 1xxx – Wien (auch teilweise für benachbarte Orte in Niederösterreich)
  - 2xxx – östliches und südliches Niederösterreich, auch teilweise für Nordburgenland
  - 3xxx – westliches und nördliches Niederösterreich, auch kleine Teile südöstliches Oberösterreich
  - 4xxx – Oberösterreich und kleine Teile westliches Niederösterreich
  - 5xxx – Salzburg und westliches Oberösterreich
  - 6xxx – Nordtirol und Vorarlberg
  - 7xxx – Burgenland, soweit es nicht unter 2xxx oder 8xxx fällt
  - 8xxx – Steiermark, Teile des Bezirks Jennersdorf im Südburgenland
  - 9xxx – Kärnten und Osttirol
- Die zweite Stelle definiert das Leitgebiet, das zumeist zweistellig gemeinsam mit der ersten Stelle angegeben wird. Dies ist meist ein Postamt, das in einem Verkehrsschwerpunkt liegt.
- Die dritte Stelle zeigt die Leitstrecke innerhalb des Leitgebietes an, die die Poststücke beim Transport mit der Bahn oder mit dem Auto nehmen.
- Die vierte Stelle gibt den Leitort, also das konkrete Bestimmungspostamt, an. Jeder Postfiliale ist somit eine eigene Postleitzahl zugeteilt.

In der Leitzone 1 (Wien) kennzeichnen die zweiten und dritten Stellen der Postleitzahlen den jeweiligen Gemeindebezirk (z. B. 1030: 3. Bezirk, 1120: 12. Bezirk) und an der vierten Stelle steht der Leitort (Postfiliale) im jeweiligen Bezirk.
Ein Beispiel für die ursprüngliche Vergabe einer Postleitzahl: Das Postamt in Obertraun lag in Oberösterreich, daher ist die Leitzone „4“ vorgegeben. Da das Postamt über das Postamt Attnang-Puchheim versorgt wurde, ist das Leitgebiet die „48“; die Leitstrecke ergab sich aus der Bahnpost-Verbindung Attnang-Puchheim – Stainach-Irdning mit „483“ und letztendlich war für das Bestimmungspostamt noch eine Ziffer nötig, mit der „1“ lautet die PLZ für Obertraun: 4831.

### Ausnahmen
Es gibt jedoch von dieser Regel einige transporttechnisch begründete Ausnahmen, insbesondere für Orte an den Bundesländergrenzen. So hat zum Beispiel die oberösterreichische Gemeinde Weyer die Postleitzahl 3335, da sie vom niederösterreichischen Gebiet aus mit Post beliefert wird. Der steirisch-niederösterreichische Grenzort Tauchen am Wechsel hat mit 7421 eine burgenländische Postleitzahl, da der Ort bei der Vergabe der PLZ mit dem Ort Tauchen in der burgenländischen Gemeinde Mariasdorf verwechselt wurde. Eine weitere Ausnahme ist: 9323 Wildbad Einöd in der Steiermark.
- Der in 2320 Mannswörth (Niederösterreich) liegende Flughafen Wien-Schwechat hat die Postleitzahl 1300, obwohl er in der Stadtgemeinde Schwechat mit der PLZ 2320 liegt.
- In Wien hat die UNO-City die Postleitzahl 1400, obwohl sich diese im 22. Bezirk (PLZ 1220) befindet. Bis September 2011 hatte auch das Austria Center Vienna, ebenfalls im 22. Bezirk, mit 1450 eine eigene Postleitzahl.

Die beiden österreichischen Zollausschlussgebiete Jungholz in Tirol und Kleinwalsertal in Vorarlberg verfügen als Zollanschlussgebiete Deutschlands sowohl über vierstellige österreichische als auch über fünfstellige deutsche Postleitzahlen, diese lauten:
| Ortsname   | Österreich | Deutschland | Deutschland (altes PLZ-System bis 30. Juni 1993) |
| ---------- | ---------- | ----------- | ------------------------------------------------ |
| Jungholz   | 6691       | 87491       | 8965                                             |
| Riezlern   | 6991       | 87567       | 8984                                             |
| Hirschegg  | 6992       | 87568       | 8985                                             |
| Mittelberg | 6993       | 87569       | 8986                                             |

### Sonderpostleitzahlen
Es existieren etwa 400 Sonderpostleitzahlen. Zu ihnen zählen mit Stand November 2020:
- Postleitzahlen für Verteilzentren (z. B. 1000 Wien, 8005 Graz),
- Auslandszentren (z. B. 4005 Linz),
- 301 PLZ für Postfächer (z. B. 4021 Linz),
- 18 PLZ für Großkunden (z. B. 1136 Wien für den ORF, 8036 Graz für das LKH-Universitätsklinikum Graz, 8012 Graz für Neckermann-Versand),
- 3 PLZ (1500, 1502 und 1503) für Feldpost im Rahmen der friedenserhaltenden Einsätze.
- Die Postleitzahl 1008 ist der Reißwolf der österreichischen Post. Sendungen mit dem Vermerk „Retouren an Postfach 555, 1008 Wien“ werden bei Rücksendung im nächsten Verteilerzentrum ausgeschieden und vernichtet.[2][3]
- Die PLZ 1350 dient der Erfassung von Rückläufern im Auftrag von Massenversendern.[4]

Die Postleitzahl 1006 wurde für den Standort des früheren Postamtes 1030 Wien, Maria-Eis-Gasse am Rochusmarkt, vergeben, die Postleitzahl 1030 erhielt das Postamt in der Hetzgasse 35, was dazu führt, dass die Zentrale der österreichischen Post unter 1030 erreichbar ist, aber die im selben Gebäude befindliche Postservicestelle die Postleitzahl 1006 hat und beide Zahlen am Eingang an den verschiedenen Eingängen desselben Hauses genannt sind.

### Änderungen
Bedingt durch die Schließung von Postämtern wurden seit 1999 über 130 Postleitzahlen abgeschafft, fast alle davon sind in den aktuellen Listen nicht mehr enthalten. Auch durch die Verlagerung der Zustellung an regionale Zustellbasen können Gemeinden, die zuvor mehrere Postleitzahlen hatten, zu einer einzigen PLZ vereinheitlicht wurden. 155 neue Postleitzahlen wurden seit 2001 vergeben, vorwiegend an Gemeinden, die nie ein Postamt hatten.
Mit Gemeindefusionen, die gelegentlich sogar Bezirksgrenzen verschieben, ändern sich zumindest Korrelationen zwischen zustelladressbasierten Postleitzahlen und Gemeindegrenzen.

## Aussprache
Beim Aussprechen einer Postleitzahl werden meist zuerst die ersten beiden Stellen als Zahl und danach die letzten beiden Stellen als Zahl genannt, z. B.:
- 1011 Wien = zehn-elf Wien,
- 3333 Böhlerwerk = dreiunddreißig-dreiunddreißig Böhlerwerk,
- 6306 Söll = dreiundsechzig-null-sechs Söll,
- 9900 Lienz = neunundneunzig-null-null Lienz.

PLZ werden dann häufiger wie eine arithmetische Zahl gelesen, wenn sie auf zwei Nullen enden.
4600 Wels = viertausendsechshundert Wels, sechssilbig wie die andere Methode, nennt jedoch die Zahlen in der Reihenfolge der Schreibung und ist in dieser Stadt durchaus üblich.

## Sonderbriefmarke
Die Einführung der neuen Postleitzahlen zu Jahresbeginn 1966 wurde als ein so bedeutsames Ereignis empfunden, dass die Österreichische Post aus diesem Anlass eine Sonderbriefmarke herausgab, die am 14. Jänner des Jahres erstmals ausgegeben wurde. Sie zeigt auf gelbem Grund eine in Grau-Weißtönen gehaltene einfache physische Karte Österreichs, auf der in roter Schrift die Leitzonenziffern der Postleitzahlen (gefolgt von jeweils drei Punkten) entsprechend ihren geografischen Regionen angeordnet sind. Der Nennwert betrug 1,50 Schilling, was einem gängigen Wert entsprach.
Die Auflage jedoch belief sich auf 30 Millionen Stück, was etwa dem Zehnfachen der üblichen Auflagenhöhe einer Sondermarke gleichkam. Der Entwurf stammt von Karl Geßner. Damit wurde die Verwendung von Postleitzahlen beworben und die Zonen-Nummerierung anschaulich dargestellt.

## Postverkehrskarte
Auch in Österreich wurde eine offizielle Landkarte (mit Logo der Post, vom Verlag Freytag & Berndt, mit Neuauflagen bis etwa 1988) aller Postleitzahlen, -zonen und -gebieten herausgegeben, die Postverkehrskarte Österreich.